# Port Hedland Classic
De Port Hedland Classic  is een driedaags golftoernooi van de Australische Australaziatische PGA Tour. Het wordt gespeeld op de Port Hedland Golf Club in South Hedland. Het prijzengeld is AUD 50.000. Er doen 50 professionals mee. 

## Winnaars
| Jaar | Winnaar       | Score        | Score |
| ---- | ------------- | ------------ | ----- |
| 1997 | Nick O'Hern   |              |       |
| 1998 | Nick O'Hern   |              |       |
| 2003 | Scott Strange |              |       |
| 2010 | Correy Price  | 63-64-70=197 | -19   |
| 2011 | Doug Holloway |              |       |